# Kongos (groupe)
Pour l’article ayant un titre homophone, voir Kongos.
Kongos, aussi stylisé KONGOS, est un groupe de rock alternatif américain, d'origines sud-africaines. mêlant des origines sud-africaines, anglaises et américaines.

## Biographie

### Origines
D'origine grecque, mexicaine et américaine, les membres de Kongos grandissent à Londres au Royaume-Uni et à Johannesbourg en Afrique du Sud. Les quatre frères sont les fils de l'artiste John Kongos. Ils composent, enregistrent et mixent à Phoenix, en Arizona, où ils habitent depuis 1996. Ils suivent leur scolarité à la Chaparral High School de Scottsdale, ainsi qu'à l'université d'État de l'Arizona. Ils ont aussi fréquenté l'école Greek Saheti, dans le Gauteng, en Afrique du Sud.

### Lunatic(2011–2015)
Le deuxième album du groupe Lunatic sort en 2012, avec notamment le tube I'm Only Joking, qui se place en tête des classements de plusieurs hit-parade en Afrique du Sud dont, entre autres, Tuks FM's et reçoit un bon accueil sur des radios comme 5FM et d'autres encore. Le clip vidéo pour ce titre débute sur TV 5 et apparaît sur MKTV. Le second tube de l'album Come with Me Now est largement diffusé sur 5FM et Tuks FM. Le titre se classe dans les 30 premiers.
Plus tard, en octobre 2013, le groupe produit lui-même Lunatic aux États-Unis. En 2014, les deux titres I'm Only Joking et Come with Me Now commencent à être remarqués aux États-Unis, notamment à la radio ainsi que dans des spots publicitaires à la télévision[réf. nécessaire]. Come with Me Now est utilisé comme hymne officiel de l'évènement WWE's Pay-per-view Extreme Rules ainsi que dans le film Expendables 3. C'est ainsi que le groupe s'associe à Epic Records en janvier 2014 et redistribue Lunatic de cette manière. Come with Me Now est vendu à plus 70 000 exemplaires en mars 2014, et est depuis certifié disque de platine par la RIAA, avec plus d'un million de d'exemplaires vendus.

### Egomaniac(2016)
Le 27 mars 2016, Kongos annoncent que leur troisième album, Egomaniac, serait disponible en juin 2016, et révèlent le 15 avril le premier tube de ce nouvel album Take It from Me. Le 28 avril 2016, le second titre I Don't Mind est offert au fans qui ont réservé l'album.

### Bus Call(2018)
Série documentaire retraçant le quotidien du groupe lors des tournées de Lunatic et Egomaniac. Filmé "sur la route" en suivant plus de 400 représentations à travers 30 pays.

### 1929(2018)
Le 5ème album studio du groupe est annoncé pour la fin de l'année 2018 ainsi qu'une tournée s'étalant sur l'année 2019 pour mettre en valeur ce nouvel album.

## Apparitions
Le film Holy Motors ainsi que le jeu vidéo Borderlands: The Pre-Sequel utilisent le titre Come with Me Now dans le court-métrage d'annonce. La WWE utilise aussi le titre pour l'édition 2014 de l'évènement Pay-per-view Extreme Rules. C'est aussi le thème principal depuis 2015 de la version australienne de la série de télé-réalité I'm a Celebrity... Get Me Out of Here!. Il est utilisé dans la bande originale du film Expendables 3 ainsi que dans l'épisode 1 de la saison 15 de la série Les Experts Las Vegas. Le titre est également utilisé dans l'épisode 13 de la saison 1 de la série The Originals.

## Membres
- Daniel Kongos - guitare, voix
- Dylan Kongos - guitare basse, voix, guitare lap slide
- Jesse Kongos - percussions, tambours, voix
- Johnny Kongos - accordéon, claviers, voix

## Discographie
- 2007 : Kongos
- 2012 : Lunatic[7]
- 2016 : Egomaniac
- 2018 : 1929